# 2012年の道路
2012年の道路（2012ねんのどうろ）とは、2012年（平成24年）に起こった道路関係の出来事をまとめたページである。
2011年の道路 - 2012年の道路 - 2013年の道路

## 出来事の一覧

### 1月
- 1日
  - （料金制度変更）  首都高速道路 全線 (293.5 km) 均一料金制から距離別料金制に移行[1]。
  - （料金制度変更）  阪神高速道路 阪神線 (235.6 km) 均一料金制から距離別料金制に移行[2]。
- 29日
  - （開通）  有明海沿岸道路 大牟田高田道路 三池港IC - 大牟田IC (1.9 km)[3]
- 31日
  - （IC供用）  国道23号 知立バイパス上り線 高棚北IC入口[4]

### 2月
- 4日
  - （IC供用）  東北自動車道 蓮田SAスマートIC[5]
- 5日
  - （開通）  国道23号 中勢バイパス 津市高茶屋小森町（国道165号） - 松阪市嬉野新屋庄町(にわのしょうちょう)（県道413号嬉野津線） (3.9 km)
- 12日
  - （開通）  東京港臨海道路 東京都中央防波堤外側埋立地 - 東京ゲートブリッジ-江東区若洲 (4.6 km)[6]
- 14日
  - （拡幅）  国道1号 静清バイパス 唐瀬IC - 羽鳥IC (4.7 km) (2車線→4車線)
  - （開通） 北薩横断道路 薩摩道路 さつま観音滝IC - さつま広橋IC (2.5 km)[7]
- 20日
  - （PA供用）  国道1号 藤枝バイパス 谷稲葉うぐいすPA
- 25日
  - （開通）  国道11号 新居浜バイパス 新居浜市本郷1丁目 - 新居浜市萩生 (2.0 km)

### 3月
- 1日
  - （IC供用）  西知多産業道路 寺本IC
  - （IC廃止）  西知多産業道路 美濃新橋出口
  - （開通）  広島西道路 西広島バイパス 廿日市高架橋 (2.2 km)
- 4日
  - （開通）  国道474号 三遠南信自動車道 三遠道路 鳳来峡IC - 浜松いなさ北IC (13.4 km)
- 10日
  - （開通）  四国横断自動車道 西予宇和IC - 宇和島北IC (16.3 km)
- 16日
  - （開通）  国道336号 浦幌道路 十勝郡浦幌町字十勝太 - 十勝郡浦幌町字昆布刈石 (3.2 km)
- 17日
  - （開通）  日高自動車道 門別厚賀道路 日高富川IC - 日高門別IC (5.8 km)
  - （開通）  金谷御前崎連絡道路 相良バイパス 菅山IC（本線部分） (0.7 km)
  - （開通）  高知松山自動車道 三坂道路 全線 (7.6 km)
- 20日
  - （IC供用）  国道7号 新潟バイパス 逢谷内IC
  - （拡幅）  国道1号 藤枝バイパス下り線 内谷IC - 広幡IC (1.6 km) (1車線→2車線)
  - （ICランプ供用）  国道1号 藤枝バイパス下り線 広幡IC出口
  - （拡幅）  国道1号 磐田バイパス下り線 岩井IC - 森岡IC (1車線→2車線)
  - （開通）  紀勢自動車道 海山IC - 尾鷲北IC (6.1 km)
  - （開通）  美作岡山道路 湯郷勝央道路 勝央IC - 湯郷温泉IC (5.6 km)
- 21日
  - （移設）  首都高速湾岸線 大井南出口 (0.3 km 千葉方面寄りに移設)
- 24日
  - （開通）  函館江差自動車道 函館茂辺地道路 北斗富川IC - 北斗茂辺地IC (5.4 km)
  - （開通）  日本海東北自動車道 あつみ温泉IC - 鶴岡JCT (25.8 km)
  - （路線名称変更）  山形自動車道（鶴岡JCT - 酒田みなとIC間） → 日本海東北自動車道
  - （IC供用）  伊豆縦貫自動車道 東駿河湾環状道路 三島加茂IC
  - （開通）  国道23号 豊橋東バイパス 細谷IC - 七根IC (4.4 km)
  - （開通）  松江自動車道 吉田掛合IC - 三刀屋木次IC (12.3 km)
  - （開通）  松江第五大橋道路 松江JCT - 西尾IC (2.6 km)[8]
  - （開通）  国道497号 西九州自動車道 唐津伊万里道路 唐津IC - 唐津千々賀山田IC (4.5 km)[9]
  - （開通）  都城志布志道路 都城道路 平塚IC - 五十町IC (1.9 km)[10]
- 25日
  - （開通）  国道468号 首都圏中央連絡自動車道 高尾山IC - 八王子JCT (2.0 km)
  - （開通）  能越自動車道 七尾氷見道路 氷見北IC - 灘浦IC (5.7 km)
  - （開通）  京奈和自動車道 大和御所道路 橿原高田IC - 御所IC (3.7 km)
- 26日
  - （拡幅）  広島西道路 西広島バイパス 廿日市高架橋 (2.2 km) (2車線→4車線)
- 28日
  - （開通）  国道278号 尾札部道路 道の駅縄文ロマン 南かやべ - 函館市豊崎町 (3.6 km)
  - （開通）  中和幹線 中和西幹線 香芝市西真美 - 香芝市逢坂 (1.8 km)
  - （開通）  奈良西幹線 香芝市高 - 香芝市北今市 (0.7 km)
  - （無料開放）  山口宇部有料道路 嘉川IC - 宇部南IC (14.0 km)
  - （TB供用）  山陽自動車道 宇部下関線 宇部TB
- 30日
  - （開通）  国道3号 黒崎バイパス 前田ランプ - 黒崎北ランプ (1.4 km)
  - （拡幅）  国道3号 黒崎バイパス 黒崎北ランプ - 皇后崎ランプ (1.5 km) (2車線→4車線)
  - （IC供用）  国道3号 黒崎バイパス 皇后崎ランプ入口
  - （開通）  国道58号 名護東道路 伊差川IC - 世冨慶IC (4.2 km)
- 31日
  - （無料化制度終了）  東北地方太平洋沖地震（東日本大震災）の、被災地支援（全車種）、観光振興（普通車、軽自動車等のみ、土・日・祝日のみ、ETC車のみ）及び、避難者支援（被災証明書、罹災証明書を有する者が乗車する全車種のみ）として実施されてきた東北地方一帯の高速道路及び有料道路の無料措置が終了。区間は、被災地支援及び避難者支援は、東北自動車道 白河IC - 安代IC間、常磐自動車道 水戸IC - 広野IC間及び山元IC - 亘理IC間、秋田自動車道 北上JCT - 湯田IC間、山形自動車道 村田JCT - 笹谷IC間、磐越自動車道 いわきJCT - 西会津IC間、三陸自動車道 仙台港北IC - 鳴瀬奥松島IC間、八戸自動車道、百石道路、釜石自動車道、仙台東部道路、仙台北部道路、仙台南部道路 今泉IC - 仙台南IC間が、観光振興は、上記と東北自動車道 安代IC - 青森IC間、秋田自動車道 湯田IC - 八竜IC間、山形自動車道 笹谷IC - 月山IC間及び湯殿山IC - 鶴岡JCT間、日本海東北自動車道 新潟中央JCT - 荒川胎内IC間、鶴岡JCT - 酒田みなとIC間及び岩城IC - 河辺JCT間、磐越自動車道 西会津IC - 新潟中央JCT間、青森自動車道、東北中央自動車道、米沢南陽道路、湯沢横手道路。
  - （無料化制度終了）  東北地方太平洋沖地震（東日本大震災）の、被災地支援として全車種に実施されてきたあぶくま高原道路の無料措置が終了。
  - （PA廃止）  京葉道路 鬼高PA
  - （SA廃止）  名阪国道 五月橋SA
  - （開通）  国道2号 三原バイパス 糸崎ランプ - 時広ランプ (3.0 km)
  - （開通）  中津日田道路 本耶馬渓耶馬溪道路 本耶馬渓IC - 耶馬溪山移IC (5.0 km)
  - （開通）  沖縄西海岸道路 豊見城道路 豊見城市豊崎 - 糸満市西崎 (1.1 km)
  - （開通）  沖縄西海岸道路 糸満道路 糸満市西崎 - 糸満市糸満 (1.6 km)
  - （開通）  沖縄西海岸道路 糸満道路 糸満市真栄里  (1.0 km)

### 4月
- 1日
  - （無料化制度開始）  東北地方太平洋沖地震（東日本大震災）の影響により発生した福島第一原発事故の避難車両のみ原発周辺の15ヶ所の各IC（東北自動車道 本宮、二本松、福島西、福島飯坂、国見、磐越自動車道 いわき三和、小野、船引三春、郡山東、常磐自動車道 いわき中央、いわき四倉、広野、南相馬(4月8日開通)、相馬(4月8日開通)、山元）を出入りする車両に限り引き続き無料措置を実施。
  - （無料開放）  長良川リバーサイド有料道路 全線 (1.1 km)
  - （無料開放）  島大橋有料道路 全線 (0.7 km)
  - （無料開放）  長良川右岸有料道路 全線 (1.3 km)
  - （無料開放）  西富士道路 全線 (6.8 km)
  - （開通）  東広島呉自動車道 東広島・呉道路 黒瀬IC - 阿賀IC (12.3 km)
  - （無料開放）  矢上大橋有料道路 全線 (1.6 km)
- 7日
  - （開通）  国道8号 米原バイパス 米原市中多良 - 米原市入江 (2.5 km)
- 8日
  - （開通）  常磐自動車道 南相馬IC - 相馬IC (14.4 km)
  - （無料開放）  磐梯吾妻有料道路 全線 (28.7 km) （本年11月15日まで実施、16日以降は冬季閉鎖）
- 14日
  - （JCT供用）  伊豆縦貫自動車道 東駿河湾環状道路 長泉JCT
  - （開通）  新東名高速道路 御殿場JCT - 浜松いなさJCT (144.7 km)
  - （開通）  新東名高速道路 清水連絡路 清水JCT - 新清水JCT (4.5 km)
  - （開通）  新東名高速道路 引佐連絡路 浜松いなさJCT - 三ヶ日JCT (12.7 km)
  - （開通）  国道474号 三遠南信自動車道 三遠道路 浜松いなさ北IC - 浜松いなさJCT (0.5 km)
- 20日
  - （無料開放）  第二磐梯吾妻道路 全線 (13.1 km) （本年11月15日まで実施、16日以降は冬季閉鎖）
  - （無料開放）  磐梯山有料道路 全線 (17.6 km) （本年11月15日まで実施、16日以降は冬季閉鎖）
- 21日
  - （IC供用）  北陸自動車道 白山IC
  - （開通）  金沢外環状道路 海側幹線 安原IC - 乾JCT (4.1 km)
  - （開通）  国道158号 奈良瀬〜境寺バイパス 福井市境寺町 - 福井市小和清水町 (3.6 km)
- 22日
  - （開通）  京奈和自動車道 紀北東道路 高野口IC - 紀北かつらぎIC (4.0 km)
- 27日
  - （開通）  南海高速道路 西霊岩IC - 順天湾IC (106.8 km) （韓国）
  - （移設）  首都高速神奈川1号横羽線 生麦出入口

### 5月
- 25日
  - （開通）  北千葉道路 白井市谷田 - 印西市・印西牧の原駅付近 (6.5 km)

### 6月
- 30日
  - （無料化制度対象IC追加）  東北地方太平洋沖地震（東日本大震災）の影響により発生した福島第一原発事故の避難車両のみ原発周辺の15ヶ所の各ICで実施していた割引措置が見直され新たに、東北自動車道 白河、矢吹、須賀川、磐越自動車道 磐梯熱海、猪苗代磐梯高原、磐梯河東、会津坂下、西会津、常磐自動車道 いわき勿来の9ヶ所の各ICと福島県双葉郡双葉町からの避難者のみ東北自動車道 加須、常磐自動車道 桜土浦の2ヶ所の各ICを対象ICに追加。

### 7月
- 1日
  - （名称変更）  唐津-盈徳高速道路 東公州IC → 西世宗IC （韓国）
  - （名称変更）  唐津-盈徳高速道路 北儒城IC → 南世宗IC （韓国）
- 4日
  - （IC供用）  西名阪自動車道 大和まほろばスマートIC
- 8日
  - （長期間通行止）  首都高速八重洲線 汐留出入口/JCT - 東京高速道路KK線 新橋出入口 (0.7 km) （東京都市計画道路幹線街路環状第2号線建設に伴う架替工事のため、2013年12月15日まで）[11]
  - （開通）  徳島環状道路 徳島南環状道路 徳島市八万町橋北 - 徳島市八万町大野 (1.1 km)
- 11日
  - （移設）  新湘南バイパス 茅ヶ崎中央IC（上り線出口 0.2 km、茅ヶ崎海岸IC方面側へ移設）
- 12日
  - （拡幅）  国道45号 三陸自動車道 仙台松島道路 利府中IC - 松島海岸IC (4.0 km) (2車線→4車線)
- 14日
  - （IC供用）  北陸自動車道 栄PAスマートIC
- 17日
  - （PA移設）  首都高速湾岸線 大井PA（東行 2.0 km、西行 0.6 km、横浜方面側へ移設）
- 21日
  - （開通）  福岡都市高速5号線 福重JCT（福岡都市高速5号線⇔福岡都市高速1号線の接続） (0.9 km)
  - （路線名称変更）  福岡都市高速1号線（福重JCT - 千鳥橋JCT）、福岡都市高速2号線（千鳥橋JCT - 月隈JCT）、福岡都市高速5号線（月隈JCT - 福重JCT） → 福岡都市高速環状線
  - （路線名称変更）  福岡都市高速1号線（千鳥橋JCT - 香椎東出入口） → 福岡都市高速1号香椎線
  - （路線名称変更）  福岡都市高速2号線（月隈JCT - 太宰府IC） → 福岡都市高速2号太宰府線
  - （路線名称変更）  福岡都市高速3号線（豊JCT - 空港通出入口） → 福岡都市高速3号空港線
  - （路線名称変更）  福岡都市高速4号線（貝塚JCT - 福岡IC） → 福岡都市高速4号粕屋線
- 24日
  - （開通）  濃飛横断自動車道 金山下呂道路 金山IC - 下呂IC (5.4 km)

### 8月
- 4日
  - （IC移設）  金沢外環状道路 金沢東部環状道路 東長江IC（北行 0.2 km、鈴見台方面側へ移設）
- 5日
  - （開通）  金谷御前崎連絡道路 相良バイパス・南遠道路 大沢IC（本線部分） (0.7 km)
- 8日
  - （PA供用）  国道45号 三陸自動車道 仙台松島道路 春日PA
  - （開通）  南薩縦貫道 川辺道路 南九州神殿IC - 南九州川辺IC (2.5 km)[12]

### 9月
- 5日
  - （開通）  国道248号 関バイパス 関市西田原 - 関市倉知 (3.5 km)
- 9日
  - （開通）  有明海沿岸道路 高田大和バイパス 大和南IC - 徳益IC (3.2 km)
- 10日
  - （PA廃止）  阪神高速14号松原線 三宅ミニPA
- 15日
  - （開通）  国道475号 東海環状自動車道 大垣西IC - 養老JCT (5.7 km)
  - （開通）  新若戸道路 北九州市戸畑区新池3丁目 - 北九州市若松区北浜1丁目 (2.3 km)
- 30日
  - （開通）  国道3号 黒崎バイパス 東田ランプ - 前田ランプ (0.9 km)

### 10月
- 1日
  - （移管）  新神戸トンネル有料道路 全線 (8.5 km) 神戸市道路公社 → 阪神高速道路株式会社
  - （路線名称変更）  新神戸トンネル有料道路 → 阪神高速32号新神戸トンネル
- 7日
  - （IC名称変更）  長野自動車道 豊科IC → 安曇野IC
- 8日
  - （開通）  島原道路 島原中央道路 島原南IC - 島原IC (4.5 km)
- 17日
  - （開通）  国道23号 豊橋バイパス 前芝IC - 豊川為当IC (4.2 km)
- 20日
  - （拡幅）  国道23号 知立バイパス下り線 安城西尾IC - 和泉IC (2.6 km) (1車線→2車線)
- 27日
  - （開通）  日本海東北自動車道 象潟仁賀保道路 金浦IC - 仁賀保IC (6.9 km)
  - （開通）  日本海東北自動車道 仁賀保本荘道路 仁賀保IC - 両前寺仮出入口 (1.3 km)
- 31日
  - （拡幅）  国道1号 磐田バイパス上り線 森岡IC - 豊田東IC (1車線→2車線)

### 11月
- 10日
  - （開通）  道央自動車道 大沼公園IC - 森IC (9.7 km)
  - （拡幅）  国道23号 知立バイパス上り線 和泉IC - 安城西尾IC (2.6 km) (1車線→2車線)
- 13日
  - （開通）  下北半島縦貫道路 有戸北バイパス 六ヶ所IC - 野辺地北IC (6.3 km)
- 24日
  - （開通）  国道483号 北近畿豊岡自動車道 和田山八鹿道路 和田山IC/JCT - 八鹿氷ノ山IC (13.7 km)
- 25日
  - （開通）  釜石自動車道 東和IC - 宮守IC (24.0 km)
- 26日
  - （拡幅）  国道7号 青森西バイパス 青森市大字戸門 - 青森市大字新城 (1.5 km) (2車線→4車線)
- 27日
  - （拡幅）  国道1号 磐田バイパス上り線 豊田東IC - 岩井IC (1車線→2車線)

### 12月
- 1日
  - （IC供用）  仙台東部道路 仙台港IC
  - （無料開放）  音羽蒲郡有料道路 全線 (3.0 km)
- 2日
  - （事故）  中央自動車道 笹子トンネル 上り線（東京方面）で天井板の崩落事故が発生し、上り線は一宮御坂IC - 大月IC/JCT間が、下り線は大月IC/JCT - 勝沼IC間がそれぞれ通行止[13]。以降、下り線（名古屋方面）のトンネルは、2012年内に対面通行による通行再開を目標に工事を実施し[14]、12月29日に対面通行による通行再開の見通しが立ったが、事故の発生した上り線トンネルの通行再開の見通しは立たず[15]。

- 4日
  - （拡幅）  国道23号 岡崎バイパス下り線 藤井IC - 安城西尾IC (1.5 km) (1車線→2車線)[16]
- 8日
  - （開通）  琵琶湖西縦貫道路 志賀バイパス 北小松 - 北比良（比良ランプ） (3.4 km)[17][18]
- 9日
  - （開通）  四国横断自動車道 中土佐IC - 四万十町中央IC (14.8 km)
- 13日
  - （拡幅）  東名阪自動車道上り線 四日市IC - 御在所SA (3.0 km) (2車線→3車線) （暫定措置、2018年度の新名神高速道路 四日市JCT - 亀山西JCT間開通まで）[19]
- 15日
  - （開通）  東九州自動車道 須美江IC - 北川IC (5.6 km)
  - （開通）  延岡道路 北川IC - 延岡IC/JCT (12.8 km)
- 19日
  - （拡幅）  金沢外環状道路 金沢東部環状道路 東長江IC - 鈴見交差点 (2.4 km) (2車線→4車線)[20]
  - （拡幅）  国道23号 岡崎バイパス上り線 安城西尾IC - 藤井IC (1.5 km) (1車線→2車線)[16]
  - （拡幅）  東名阪自動車道下り線 御在所SA - 鈴鹿IC (5.0 km) (2車線→3車線) （暫定措置、2018年度の新名神高速道路 四日市JCT - 亀山西JCT間開通まで）[19]
- 20日
  - （拡幅）  国道1号 袋井バイパス・下り線 玉越小山IC - 三ヶ野IC (1車線→2車線)[21]
- 22日
  - （開通）  高知松山自動車道 高知西バイパス 天神IC - 鎌田IC (1.1 km)[22][23]
  - （開通）  東九州自動車道 都農IC - 高鍋IC (12.9 km)[24]
  - （PA供用）  東九州自動車道 川南PA[24]
- 25日
  - （拡幅）  国道8号 小松バイパス 八幡IC - 東山IC (2.2 km) (2車線→4車線)
- 29日
  - （仮復旧）  中央自動車道 笹子トンネル周辺の80キロポストから88キロポストの区間を、下り線（名古屋方面）トンネルを利用した対面通行による通行再開とともに12月2日の事故発生時より実施されていた上り線（一宮御坂IC - 大月IC/JCT間）と下り線（大月IC/JCT - 勝沼IC）の通行止を解除。当面は地上区間が50km/h、トンネル区間が40 km/hに制限される[15]。